# Peščenica - Žitnjak
Peščenica is een wijk in het zuidoosten van de Kroatische hoofdstad Zagreb. Deze vormt een bestuurlijke eenheid met Žitnjak, een industriegebied buiten de stad, in totaal wonen hier (per 2001) 58.283 mensen.

## Wijken

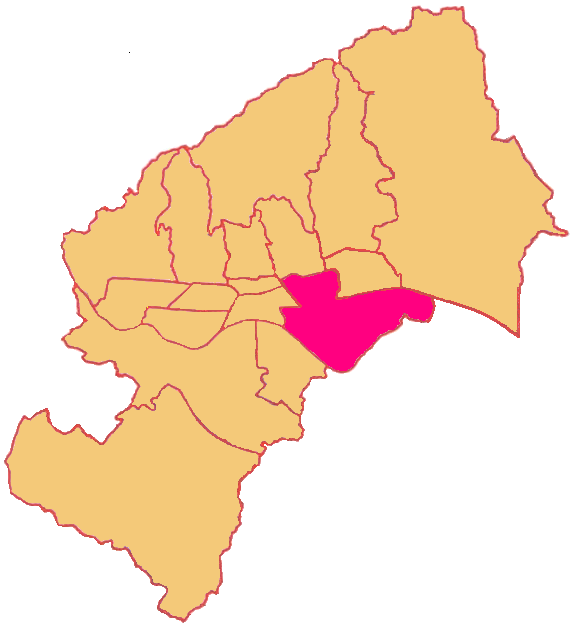
Peščenica-Žitnjak als deel van Zagreb

De kleinere wijken in het centrum van Pešćenica zijn:
- Stara Peščenica
- Donje Svetice
- Volovčica
- Ferenščica

De wijken naar het noordoosten, richting Donja Dubrava zijn:
- Borongaj Lugovi
- Vukomerec

De wijken naar het zuidwesten, richting Trnje zijn:
- Borovje
- Folnegovićevo naselje

Tot de plaatsen rondom Žitnjak behoren:
- Kozari Bok
- Kozari putevi
- Savica-Šanci
- Resnik
- Ivanja Reka

## Geschiedenis
In 1913 dacht men aan de bouw van Stara Peščenica en Volovčica, uiteindelijk werd deze wijk in de Eerste Wereldoorlog neergezet. Donje Svetice, Ferenščica, Borongaj, Folnegovićevo naselje en Vukomerec werden toen gebouwd en voornamelijk na de Tweede Wereldoorlog uitgebreid.
Resnik en Ivanja Reka waren eerst dorpen, die al in 1217 in geschriften genoemd worden. Zij werden rond de jaren 80 in het stedelijk gebied opgezogen.